# Akari Nanawo

Akari Nanawo (ナナヲアカリ Nanawo Akari?,  Prefectura de Osaka, Japón 12 de noviembre de 1995) es una cantante femenina y youtuber Japonesa. Comenzó su carrera como músico independiente en 2011. Su apodo es Akarin y Achan.

## Biografía
Nació en 2 de noviembre de 1995 nació en la Prefectura de Osaka, Japón Había estado interesada en la música durante gran parte de su vida, y en la escuela secundaria.

## Discografía

### Álbumes musicales
- Flying best Shiranai no? Chimata de uwasa no dame tenshi (フライングベスト〜知らないの？巷で噂のダメ天使〜) lanzado el 2 de octubre de 2018.
- Nanakorobi Nanaoki (七転七起) lanzado el 9 de diciembre de 2020.

### Singles
- Dadadada tenshi (ダダダダ天使)
- One room sugar life/Nanto ka naruku nai/Ai no uta nante (ワンルームシュガーライフ/なんとかなるくない？/愛の歌なんて)
- Turing love (チューリングラブ) Feat. Sou/Piyo[2]
- Higher's high
- Raika/Mahou (雷火/魔法)
- Rennai Nou/Higasa (恋愛脳/陽傘)[3]
- Kien Romance (奇縁ロマンス)

### Miniálbumes
- Shiawase ni naritai (しあわせになりたい)
- Neclaroid no tsukuri kata (ネクラロイドのつくりかた)
- Neclaroid no Aishi kata (ネクラロイドのあいしかた)
- Iroiro iukedo "Iine" Ga hoshii (いろいろいうけど「♡（いいね）」がほしい)
- Shiawase syndrome (しあわせシンドローム)
- DAMELEON
- Manga mitaina Koibito ga hoshii (マンガみたいな恋人がほしい)

### Otros proyectos musicales
- "7-kagetsu renzoku haishin kikaku gakkyoku (7か月連続配信企画楽曲)" fue el nombre de un proyecto que llevó a cabo la cantante, el cual consistía en sacar mensualmente una canción durante siete meses seguidos. El mismo dio inicio en octubre del 2021 y finalizó en abril del 2022, lanzando un total de siete canciones, las cuales son:

```
1. Ai ga aru you de nai you de aru (アイがあるようでないようである)
2. Gakou darui gakou darui gakou darui (学校だるい学校だるい学校だるい)
3. Love me (ラブみ)
4. Discommunication alien 2022 ver. (ディスコミュ星人 2022 ver)
5. Yankee dance (ヤンキーダンス)
6. Zenbu honto de zenbu uso (全部ホントで全部ウソ)
7. Baby, I hate you (ベイビーあいへいちゅー)
```